# Lijst van voetbalinterlands Bangladesh - Nepal (vrouwen)
Deze lijst van voetbalinterlands is een overzicht van alle officiële voetbalinterlands tussen de nationale vrouwenteams van Bangladesh en Nepal. De landen hebben tot nu toe dertien keer tegen elkaar gespeeld.

## Wedstrijden
| №  | Plaats      | Datum             | Competitie                          | Wedstrijd          | Uitslag            |
| -- | ----------- | ----------------- | ----------------------------------- | ------------------ | ------------------ |
| 1  | Dhaka       | 29 januari 2010   | Zuid-Aziatische Spelen 2010         | Bangladesh − Nepal | 0 − 1              |
| 2  | Cox's Bazar | 21 december 2010  | Zuid-Aziatisch kampioenschap 2010   | Bangladesh − Nepal | 0 − 3              |
| 3  | Islamabad   | 19 november 2014  | Zuid-Aziatisch kampioenschap 2014   | Bangladesh − Nepal | 0 − 1              |
| 4  | Shillong    | 5 februari 2016   | Zuid-Aziatische Spelen 2016         | Bangladesh − Nepal | 0 − 3              |
| 5  | Yangon      | 13 november 2018  | Olympische Spelen 2020 kwalificatie | Nepal − Bangladesh | 1 − 1              |
| 6  | Biratnagar  | 16 maart 2019     | Zuid-Aziatisch kampioenschap 2019   | Bangladesh − Nepal | 0 − 3              |
| 7  | Kathmandu   | 9 september 2021  | Vriendschappelijk                   | Nepal − Bangladesh | 2 − 1              |
| 8  | Kathmandu   | 12 september 2021 | Vriendschappelijk                   | Nepal − Bangladesh | 0 − 0              |
| 9  | Kathmandu   | 19 september 2022 | Zuid-Aziatisch kampioenschap 2022   | Bangladesh − Nepal | 3 − 1              |
| 10 | Dhaka       | 13 juli 2023      | Vriendschappelijk                   | Bangladesh − Nepal | 1 − 1              |
| 11 | Dhaka       | 16 juli 2023      | Vriendschappelijk                   | Bangladesh − Nepal | 0 − 0 (n.p. 2 - 4) |
| 12 | Wenzhou     | 28 september 2023 | Aziatische Spelen 2023              | Nepal − Bangladesh | 1 − 1              |
| 13 | Kathmandu   | 30 oktober 2024   | Zuid-Aziatisch kampioenschap 2024   | Bangladesh − Nepal | 2 − 1              |

## Samenvatting
| Competitie                     | Totaal gespeeld | Winst Bangladesh | Gelijk | Winst Nepal | Doelsaldo Bangladesh – Nepal |
| ------------------------------ | --------------- | ---------------- | ------ | ----------- | ---------------------------- |
| Olympische Spelen kwalificatie | 1               | 0                | 1      | 0           | 1 − 1                        |
| Aziatische Spelen              | 1               | 0                | 1      | 0           | 1 − 1                        |
| Zuid-Aziatisch kampioenschap   | 5               | 2                | 0      | 3           | 5 − 9                        |
| Zuid-Aziatische Spelen         | 2               | 0                | 0      | 2           | 0 − 4                        |
| Vriendschappelijk              | 4               | 0                | 3      | 1           | 2 − 3                        |
| Totaal                         | 13              | 2                | 5      | 6           | 9 − 18                       |